# Pałac w Bulowicach
Pałac w Bulowicach – neogotycki pałac rodziny Larischów z 1882 roku, znajdujący się w Bulowicach koło Kęt.
Budowla w stylu angielskim zachowana razem z założeniem parkowym, a wzorowana na zamku Huntly Castle w Szkocji. Obiekt wzniesiony na planie prostokąta, z basztami w trzech narożach budynku, obszernym tarasem i loggią widokową.
Pałac powstał z inicjatywy barona Edmunda Larischa, który chciał, aby jego żona Jessie Paterson czuła się tu równie dobrze jak w rodzinnej Szkocji. 
W wyniku reformy wywłaszczeniowej z 1945 roku rodzina Larischów opuściła pałac, który przejęło państwo. W latach 60. i 70. służył on jako sanatorium dla chorych na gruźlicę, a od lat 80. do 2008 roku jako oddział leczenia odwykowego. 

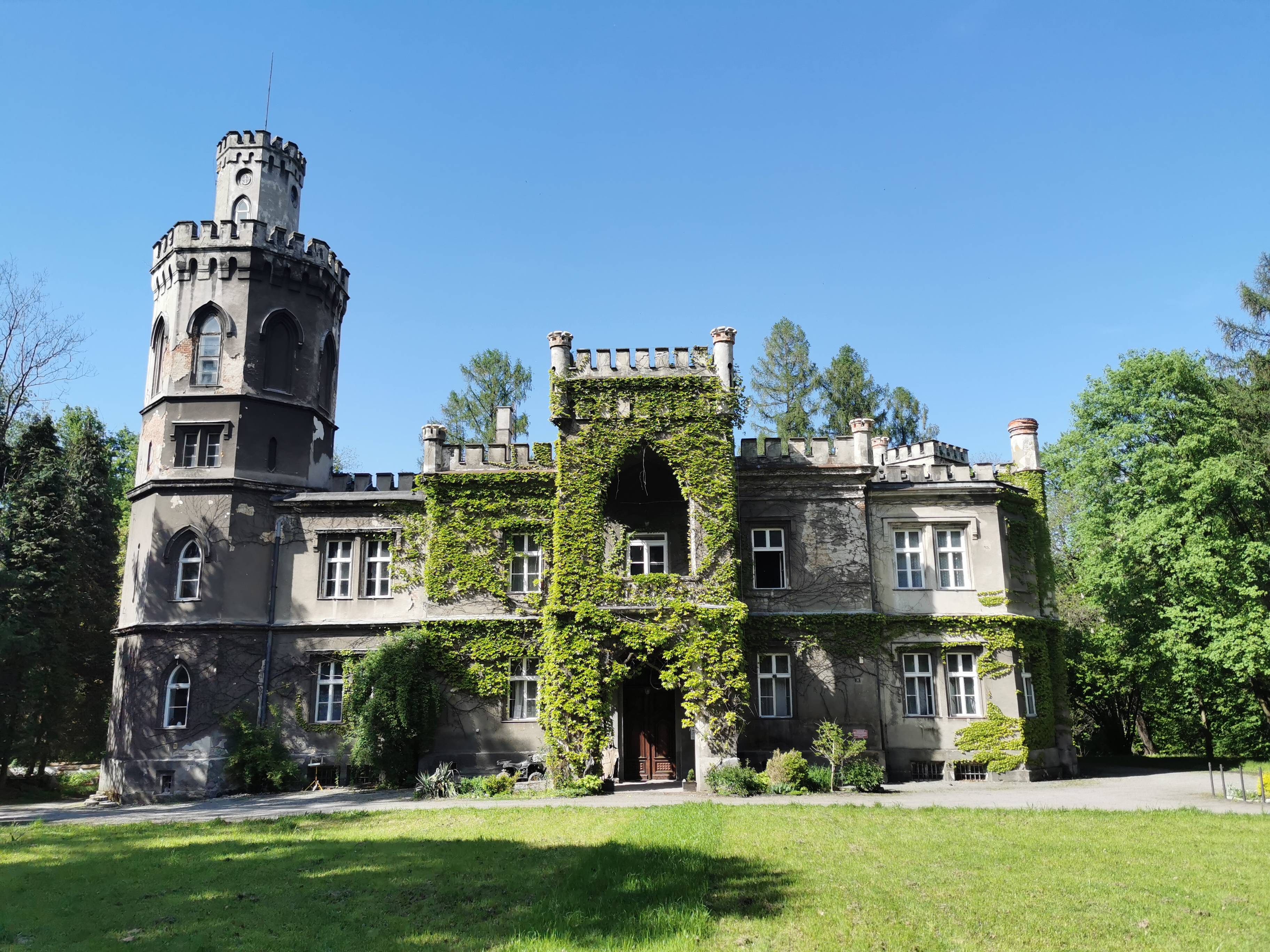
Neogotycka fasada Pałacu Larischów w Bulowicach

W 2013 roku pałac przeszedł w ręce spadkobierców rodziny Larischów.

## Ciekawostki
Pałac Larischów (Laryszów) służył jako plan filmowy dla kilku produkcji. 
- "Wilkołak" (reż. Adrian Panek, 2018) -  pałac pełnił funkcję sierocińca, a jego wnętrza, w tym schody w holu wejściowym, były często widoczne w filmie.
- "Kos" (reż. Paweł Maślona, 2023)  - wykorzystano pałacowe wnętrza oraz dziedziniec.
- "24" (reż. Vikram Kumar, 2016) - w filmie widoczny jest dziedziniec przed pałacem[4].